# سقیزچی
سقیزچی یک روستا در ایران است که در بخش خورش رستم شهرستان خلخال در استان اردبیل واقع شده‌است.

## جمعیت
این روستا در دهستان خورش رستم شمالی قرار دارد و براساس سرشماری مرکز آمار ایران در سال ۱۳۸۵، جمعیت آن ۱۳ نفر (۴ خانوار) بوده‌است.